# Prolasius quadratus
Prolasius quadratus é uma espécie de formiga do gênero Prolasius, pertencente à subfamília Formicinae.